# فورغينورن
فورغينورن (بالإنجليزية: Furgghorn)‏ هو أحد جبال سلسلة جبال الألب بينيني وجزء من القمة الأم Furgggrat (3,492 m) يقع في كانتون فاليز، سويسرا. يبلغ ارتفاع الجبل حوالي 3451 متر، بينما يبلغ ارتفاع نتوء الجبل 100 متر.